# Charles de Löwenstein-Wertheim-Rosenberg
Pour les articles homonymes, voir Löwenstein (homonymie).
Charles, prince de Löwenstein-Wertheim-Rosenberg (allemand : Karl VI, Fürst zu Löwenstein-Wertheim-Rosenberg) (21 mai 1834, Haid, Royaume de Bohême, Empire d'Autriche – 8 novembre 1921, Cologne, République de Weimar) est un noble allemand, prince de Löwenstein-Wertheim-Rosenberg (1849-1908), homme politique catholique puis un frère Dominicain. Il est le premier président du Comité central des catholiques allemands (1868) et un membre du Reichstag à partir de 1871 pour le Parti du centre catholique. Il est Chevalier de l'Ordre de la Toison d'or.

## Biographie

### Jeunesse
Il est le troisième enfant de Constantin de Löwenstein-Wertheim-Rosenberg (1802-1838) et d'Agnès de Hohenlohe-Langenbourg (1804-1835). Il est un descendant de Frédéric Ier du Palatinat. Il étudie le droit et dirige la Maison de Löwenstein-Wertheim-Rosenberg avec le titre de Prince (Fürst) en 1849.

### Mariage et enfants
Il épouse la princesse Adelheid d'Ysenburg-Büdingen (1841-1861) en 1859.
Après sa mort, il épouse la princesse Sophie de Liechtenstein à Vienne en 1863. Sophie et Charles ont huit enfants :
- Françoise de Löwenstein-Wertheim-Rosenberg (Kleinheubach le 30 mars 1864 - Düsseldorf le 12 avril 1930)
- Adelheid de Löwenstein-Wertheim-Rosenberg (Kleinheubach le 17 juillet 1865 - Prague le 6 septembre 1941), épouse le comte Adalbert Joseph de Schönborn
- Agnès de Löwenstein-Wertheim-Rosenberg (Kleinheubach le 22 décembre 1866 - Oosterhout le 23 janvier 1954)
- Joseph, prince héréditaire de Löwenstein-Wertheim-Rosenberg (Kleinheubach le 11 avril 1868 - Rome le 15 février 1870)
- Marie-Thérèse de Löwenstein-Wertheim-Rosenberg (Rome le 4 janvier 1870 - Vienne le 17 janvier 1935), épouse son cousin Michel Janvier de Bragance, prétendant au trône de Portugal
- Aloys de Löwenstein-Wertheim-Rosenberg (Kleinheubach le 15 septembre 1871 - château de Bronnbach le 25 janvier 1952), marié à la comtesse Joséphine Kinsky de Wchinitz et Tettau
- Anne de Löwenstein-Wertheim-Rosenberg (Kleinheubach le 28 septembre 1873 - Vienne le 27 juin 1936), épouse le prince Félix de Schwarzenberg
- Jean-Baptiste de Löwenstein-Wertheim-Rosenberg (Kleinheubach le 29 août 1880 - Newport le 18 mai 1956), marié à la comtesse Alexandra de Bernstorff

### Prêtre
Après la mort de sa femme, il devient en 1907 membre de l'Ordre des Dominicains comme Fr. Raymundus Maria, et vit dans le monastère de Venlo, aux Pays-Bas. Il est ordonné prêtre catholique en 1908. La même année, il renonce à son titre de prince et est remplacé par son fils.